# Карловачка ударна бригада
Карловачка ударна бригада НОВЈ формирана је 5. марта 1944. године у Храшћу, код Карловца од бораца Карловачког НОП одреда. Приликом формирања имала је 4 батљона с укупно 640 бораца. У јулу је имала 690 бораца наоружаних са 363 пушке, 47 аутомата, 46 пушкомитраљеза, 13 митраљеза, 3 минобацача, 3 противтенковске пушке, једним противтенковским топом и 35 пиштоља. До 1. маја 1944. била је у саставу Осме дивизије НОВЈ, а од тада до краја рата у саставу 34. дивизије НОВЈ.

## Борбени пут бригаде
Дејствовала је углавном на посторији Карловац, Огулин, Врбовско, у Покупљу, Туропољу и Жумберку, а повремено и у Белој Крајини у Словенији. Међу значајније борбе у то периоду спадале су тродневне жестоке борбе почетком априла на просторији села Храшће, Брезник, Југовац, Залука, Велика Пака и Правутина против јаких домобранских и усташких снага, затим борбе 14. и 15. маја заједно са бригадом "Фрањо Огулинац Сељо" код села Изимја и села Станчаке код Јастребарског против делова немачког 1. резервног ловачког пука. Следила је акција заједнос  деловима Другог диверзантског батаљона 4. корпуса НОВЈ 20. августа на железничкој прузи Карловац-Озаљ која је оштећена на 40 места и срушено 107 бетонских стубова електричног вода. Бригада је успешно водила борбе и код Босиљева, Дуге Ресе, Генералског Стола, Крашића, Метлике, Зденчине, Доње Купчине, Свете Јане, Пљешевице, Хрженика, Прекрижја, Братине, Велике, Хасан-Брега и низа других места.
Од септембра 1944. до јануара 1945. учествовала је у ослобађању Покупја и Туропоља и рушила железничке и путне комуникације. Учествовала је у заузимању усташко-домобрансих упоришта у Зденчини 7/8. септембра, Брезовици и Реметинцу код Загреба, 11/12. септембра, селу Маврачићима на прузи Загреб-Јастребарско 23/24. октобра, Пешћеници и Лекенику 23-24. новембра, Замршју и Луки код Карловца 8. децембра, Домаговићу и Лазини 24. децембра и у више других места. Истовремено, успешно је одбијала нападе немачких, усташких и домобранских јединица и дејствовала је на железничкој комуникацији Загреб-Карловац, прекидајући често саобраћај. Тако је само 1/2. септембра порушила пругу на 70 места, 3. септембра заједно са Другим диверзантским батаљоном 4. корпуса НОВЈ на 68 места, 6. септембра оштетила је пругу на 76 места, 26/27. октобра учествовала је у диверзијама 8. и 34. дивизије кад је пруга била прекинута на 324 места, а 31. октобра порушила је пругу на 54 места. Истовремено, уништено је више железничких станица, бункера, локомотива, всгона,мостова и подвожњака. Бригада је 26. октобра добила назив ударна.
У пролеће 1945. водила је борбе на подручју Баније и учествовала у завршним операцијама за ослобођење Кордуна, Покупја и Жумберка. Крајем рата бригада је имала 2022 борца.
До краја рата бригада је имала 337 погинулих, 442 рањена, 18 умрлих од болести и 107 несталих од чега 30 заробљених. За свог постојања бригада је из строја избацила 1739 непријатељских војника од чега 722 погинулих, 457 рањених, а 560 заробљених.

## Командни састав
Командати бригаде
- Фрањо Молек од 5.3. до 30.6.1944.
- Борис Балаш од 8.7.1944. до 10.3.1945.
- Сулејман Суљо Васцарац од 12.3. до 26.4.1945.
- Борис Балаш од 26.4.1945. до краја рата

Политички комесари
- Петар Ердељац од 5.3. до 9.11.1944.
- Рафко Рафаел Табор од 9.11.1944. до краја рата

Помоћници комесара бригаде
- Рафко Рафаел Табор од 5.3. до 9.11.1944.
- Јанко Фурдек од 20.11.1944 до 7.3.1945.
- Иван Катушић од 10.3.1945. до краја рата

Начелници Штаба бригаде
- Иван Грахо од 20.6. до 25.8.1944.
- Раде Шкаљац од 28.8. до 10.12.1944.
- Симо Мишчевић од 15.12.1944. до краја рата